# ヨーハン1世 (リヒテンシュタイン公)
ヨーハン1世（Johann I.、1760年6月26日 - 1836年4月20日）は、リヒテンシュタイン侯（在位：1805年 - 1836年）。フランツ・ヨーゼフ1世と妻レオポルディーネ・フォン・シュテルンベルクの息子で、アロイス1世の弟。
1792年4月12日にウィーンにおいて、フュルステンベルク＝ヴァイトラ方伯ヨアヒム・エゴンの娘ヨーゼファと結婚し、間に13人の子女をもうけた。

## 子女
- マリア・レオポルディーネ・ヨーゼファ・ゾフィア・アエミリアーナ（1793年 - 1808年）
- アロイス・マリア・ヨーゼフ・ヨハン・バプティスタ・ヨアヒム・フィリップ・ネーリウス（1796年 - 1858年） - リヒテンシュタイン侯
- マリア・ゾフィー・ヨーゼファ（1798年 - 1869年） - 1817年にエステルハージ・デ・ガランタ伯爵ヴィンツェンツと結婚、オーストリア皇后エリーザベトの女官
- マリア・ヨーゼファ（1800年 - 1884年）
- フランツ・デ・パウラ・ヨアヒム・ヨーゼフ（1802年 - 1877年）
- カール・ボロメウス・ヨハン・ネポムク・アントン（1803年 - 1871年） - リヒテンシュタイン侯国摂政
- クロティルダ・レオポルディーナ・ヨーゼファ（1804年 - 1807年）
- ヘンリエッテ（1806年 - 1886年） - フニャディ・フォン・ケーテリ伯爵ヨーゼフと結婚
- フリードリヒ・アーダルベルト（1807年 - 1885年）
- エドゥアルト・フランツ・ルートヴィヒ（1809年 - 1864年）
- アウグスト・ルートヴィヒ・イグナーツ（1810年 - 1884年）
- イーダ・レオポルディーネ・ゾフィー・マリー・ヨゼフィーネ・フランツィスカ（1811年 - 1884年） - 1832年、パール侯カールと結婚
- ルドルフ・マリア・フランツ・プラキドゥス（1816年 - 1848年）